# Omorgus scabrosus
Omorgus scabrosus is een keversoort uit de familie beenderknagers (Trogidae). De wetenschappelijke naam van de soort is voor het eerst geldig gepubliceerd in 1805 door Palisot de Beauvois.